# 葉應
葉應（1433年—？），字子惟，廣東惠州府歸善縣人，民籍，明朝政治人物。

## 生平
成化十年（1474年）甲午科廣東鄉試第四十九名舉人，十四年（1478年）中式戊戌科會試第三百九名，三甲第一百五十四名進士。授行人司行人，升南京工部屯田司員外郎，升南京工部營繕司郎中，弘治九年（1496年）出為慶遠府知府。

## 家族
曾祖葉茂，通判；祖父葉光祖；父葉穗。母劉氏。永感下。弟葉恕、葉懃。妻薛氏。